# Positionierabstand
Der Positionierabstand ist bei filmtechnischen Geräten die Strecke zwischen dem/den maßgebenden mechanischen Positionierorgan/en und der optischen Achse. Positionierorgane sind ein einfacher Greifer, ein Zahn von mehrzähnigen Greifern, einer oder ein Sperrstiftepaar oder feste Passstifte.
Der Positionierabstand wäre im Idealfall Null, so dass ein Filmlochpaar auf der Höhe der optischen Achse beidseits vom Bildfenster zum Eingriff mit Positionierorganen kommt. Dieses Ideal ist nur bei einer Filmkamera nahezu verwirklicht, nämlich dem Debrie G. V.
Bei den klassischen Kinekameras von Bell & Howell, Debrie, Mitchell, Arnold & Richter, Vinten, Newall, Panavision, Leonetti u. a. sitzen feste Paßstifte respektive wirken bewegte Sperrstifte mindestens einen Lochabstand vom Bildfenster entfernt. Es gibt keine Normvorschrift für den Positionierabstand beim Normalfilm.
Beim 16-mm-Schmalfilm ist die Situation anders. Mit DIN 69 ist festgehalten, von welchem Loch von der optischen Achse aus gezählt der Greifer absetzen soll. Beim Kleinfilm 8-R(egular) hat man den gleichen Positionierabstand gewählt. Er war als Norm in den Vereinigten Staaten in Kraft. Bei Super-8/Single-8 kann man auf ISO 1781 und 1787 zurückgreifen.